# Špekáčky
Gli špekáčky (in ceco), o špekačky (in slovacco), sono un tipo di insaccato della tradizione culinaria  della Cechia  e della Slovacchia.
Nel febbraio 2011, la denominazione «Špekáčky/Špekačky» è stata riconosciuta a livello europeo come specialità tradizionale garantita (STG). In entrambi i casi il nome deriva dal termine špek che designa i pezzi di lardo adoperati nella sua fabbricazione.

## Storia
La preparazione e il consumo delle salsicce špekáčky/špekačky sono note da oltre un secolo sul territorio dell'attuale Repubblica ceca.

## Caratteristiche
Sono prodotte a partire da una miscela di carne bovina, suina e da altri condimenti insaccati in un budello naturale. Durante l'insaccatura si separano le salsicce mediante cordicelle che vengono annodate. Si formano così dei pezzi del peso compreso fra 65 e 85 g cadauno con un diametro compreso fra 4 e 4,6 cm e una lunghezza media fra gli 8 e i 9 cm. Il prodotto viene presentato con le salsicce unite a formare una collana da cui poi ricavare il numero di salsicce desiderato.
Al taglio, il prodotto presenta un colore che va dal rosa pallido al rosa scuro ed una distribuzione irregolare dei pezzetti di lardo. Ha un caratteristico e gradevole sapore di affumicato che viene accentuato dalle spezie utilizzate.